# Jessie Belle Rittenhouse
Pour les articles homonymes, voir Rittenhouse.
Jessie Belle Rittenhouse Scollard (1869–1948), fille de John Edward et Mary (MacArthur) Rittenhouse, est une critique littéraire et poète américaine.

## Biographie
Après avoir été diplômée, en 1890, du Genesee Wesleyan Seminary (en) situé à Lima (New York), Jessie Rittenhouse enseigne à Cairo (Illinois) et Grand Haven. Sa carrière littéraire commence par la rédaction de critiques d'ouvrages à Buffalo et Rochester (New York), et par une année comme journaliste au Democrat and Chronicle (en) de Rochester en 1894. En 1899, elle s'installe à Boston pour entreprendre sa vraie carrière littéraire. De 1905 à 1915, elle vit à New York, où elle est critique de poésie pour le The New York Times Book Review. De 1914 à 1924, elle entreprend des tournées de conférences. En 1914, elle participe à la fondation de la Poetry Society of America, dont elle fut la secrétaire pendant dix ans.
Elle épouse le poète Clinton Scollard (en) en 1924.
Elle a entretenu une correspondance suivie avec nombre de poètes : John Myers O'Hara, Margaret Widdemer (en), Arthur Guiterman (en)… Ses poèmes ont été mis en musique par Samuel Barber, Noble Cain, Alice Reber Fish, Ethel Glenn Hier, Kirke Mechem (en), Frederick W. Vanderpool, Wintter Watts (en) et surtout David W. Guion (en).
Elle déménage plus tard à Winter Park (Floride) et donne des cours de poésie à Rollins College (en).
La Poetry Society of America la proposa pour la première médaille Robert Frost en 1930.
Les archives de Jesse Belle Rittenhouse sont déposées à la Bibliothèque de l'Université de Virginie.

## Œuvres

### Anthologies
- The Lover's Rubáiyát (1904)
- Little Book of Modern Verse (1913)
- Little Book of American Poets (1915)
- Second Book of Modern Verse (1919)
- Little Book of Modern British Verse (1924)
- Third Book of Modern Verse (1927)
- The Singing Heart (1934) (Selected verses by Clinton Scollard)

### Poésie
- The Door of Dreams (1918)
- The Lifted Cup (1921)
- The Secret Bird (1930)
- Moving Tide: New and Selected Lyrics (1939)

### Avec Clinton Scollard
- The Bird-Lovers Anthology (1930)
- Patrician Rhymes (1932)

### Autobiographie
- My House of Life (1934)

## Prix et distinctions
1930 : la Gold Medal for Distinguished Achievement, délivrée par la Poetry Society of America, renommée médaille Robert Frost (Robert Frost Medal).